# Miss Silver entre en scène
Miss Silver entre en scène (Miss Silver Comes To Stay) est un roman policier écrit par l'écrivaine britannique Patricia Wentworth en 1949. Il est paru en France aux éditions Seghers en 1979 dans une traduction de Patrick Berthon avant d'être repris aux éditions 10/18 dans la collection « Grands Détectives » no 2308 en 1992.

## Résumé
Après de nombreuses années, James Lessiter retourne sur le domaine de Lenton pour exiger qu'on lui rende les terres familiales. C'est sans compter que sa venue en dérange plus d'un. Aussi, quand il est retrouvé sans vie, battu à mort à l'aide d'un tisonnier, Miss Silver, en visite chez un ami des environs, a plus de suspects qu'il n'en faut pour boucler son enquête. 